# Dmitrij Stockij
Dmitrij Valer'evič Stockij (in russo Дмитрий Валерьевич Стоцкий?; Kaliningrad, 1º dicembre 1989) è un calciatore russo, centrocampista dell'Ufa.

## Caratteristiche tecniche
È un esterno destro.

## Carriera
È cresciuto nelle giovanili del Baltika.

## Statistiche

### Presenze e reti nei club
Statistiche aggiornate al 6 agosto 2018.
| Stagione                   | Squadra                    | Campionato                 | Campionato | Campionato | Coppe nazionali | Coppe nazionali | Coppe nazionali | Coppe continentali | Coppe continentali | Coppe continentali | Altre coppe | Altre coppe | Altre coppe | Totale | Totale | Totale |
| Stagione                   | Squadra                    | Comp                       | Pres       | Reti       | Comp            | Pres            | Reti            | Comp               | Pres               | Reti               | Comp        | Pres        | Reti        | Pres   | Reti   |        |
| -------------------------- | -------------------------- | -------------------------- | ---------- | ---------- | --------------- | --------------- | --------------- | ------------------ | ------------------ | ------------------ | ----------- | ----------- | ----------- | ------ | ------ | ------ |
| 2009                       | Baltika                    | 1D                         | 1          | 0          | CR              | 0               | 0               |                    | -                  | -                  |             | -           | -           | 1      | 0      |        |
| 2010                       | Klaipėda                   | A                          | 13         | 1          | CL              | 0               | 0               |                    | -                  | -                  |             | -           | -           | 13     | 1      |        |
| 2010                       | Baltika                    | 1D                         | 9          | 0          | CR              | 0               | 0               |                    | -                  | -                  |             | -           | -           | 9      | 0      |        |
| 2011-2012                  | Baltika                    | 1D                         | 30         | 4          | CR              | 1               | 0               |                    | -                  | -                  |             | -           | -           | 31     | 4      |        |
| 2012-2013                  | Baltika                    | 1D                         | 30         | 1          | CR              | 2               | 0               |                    | -                  | -                  |             | -           | -           | 32     | 1      |        |
| 2013-2014                  | Baltika                    | 1D                         | 33         | 2          | CR              | 1               | 1               |                    | -                  | -                  |             | -           | -           | 34     | 3      |        |
| 2014-2015                  | Baltika                    | 1D                         | 20         | 1          | CR              | 2               | 1               |                    | -                  | -                  |             | -           | -           | 22     | 2      |        |
| Totale Baltika Kaliningrad | Totale Baltika Kaliningrad | Totale Baltika Kaliningrad | 123        | 8          |                 | 6               | 2               |                    | -                  | -                  |             | -           | -           | 129    | 10     |        |
| 2014-2015                  | Ufa                        | PL                         | 10         | 2          | CR              | 0               | 0               |                    | -                  | -                  |             | -           | -           | 10     | 2      |        |
| 2015-2016                  | Ufa                        | PL                         | 30         | 2          | CR              | 1               | 0               |                    | -                  | -                  |             | -           | -           | 31     | 2      |        |
| 2016-2017                  | Ufa                        | PL                         | 29         | 3          | CR              | 3               | 0               |                    | -                  | -                  |             | -           | -           | 32     | 3      |        |
| 2017-2018                  | Ufa                        | PL                         | 28         | 3          | CR              | 1               | 0               |                    | -                  | -                  |             | -           | -           | 29     | 3      |        |
| Totale Ufa                 | Totale Ufa                 | Totale Ufa                 | 97         | 10         |                 | 5               | 0               |                    | -                  | -                  |             | -           | -           | 102    | 10     |        |
| Totale carriera            | Totale carriera            | Totale carriera            | 241        | 19         |                 | 11              | 2               |                    | -                  | -                  |             | -           | -           | 252    | 21     |        |